# Simon de Cramaud
Simon von Cramaud (* um 1345 in Biennac bei Rochechouart; † 19. Januar 1423 in Poitiers oder 15. Dezember 1422) war ein Jurist, Diplomat, Kirchenpolitiker und Pseudokardinal (Titelkirche: San Lorenzo in Lucina).

## Leben
Er wurde in eine Familie des Niederen Adels geboren. In Orléons studierte er Recht und lehrte danach an der Universität Paris, wo er die Aufmerksamkeit von Jean de Valois, duc de Berry erhielt. Als Ratgeber nahm er sowohl diplomatische als auch verwaltungstechnische Tätigkeiten war. Danach wurde er zu verschiedensten Bischofsstühlen berufen. 1391 wurde er zum Titulaturpatriarchen von Alexandria und Verwalter der Diözese Avignon. Nach er 1409 zum Erzbischof von Reims wurde, wurde er 1413 zum Kardinal ernannt.
Während des Abendländischen Schismas war er Anhänger der Avignon-Partei. Obwohl er Gegenpapst Clemens VII. unterstützte, bekämpfte er seinen Nachfolger Benedikt XIII. Im Konzil von Pisa (1409) war er Vorsitzender und beantragte die Absetzung der Päpste Benedikt XIII. und Gregor XII.